# Partula leucothoe
Partula leucothoe е вид коремоного от семейство Partulidae. Видът е критично застрашен от изчезване.

## Разпространение
Видът е ендемичен за Палау.